# Molophilus (Lyriomolophilus) lyratus
Molophilus (Lyriomolophilus) lyratus is een tweevleugelige uit de familie steltmuggen (Limoniidae). De soort komt voor in het Australaziatisch gebied.